# 5950 Leukippos
5950 Leukippos è un asteroide della fascia principale. Scoperto nel 1986, presenta un'orbita caratterizzata da un semiasse maggiore pari a 2,9817683 UA e da un'eccentricità di 0,0991384, inclinata di 9,06689° rispetto all'eclittica.